# 俎如蘭
俎如蘭（？—？），字含馥，山東濟南府武定州人。明末官員，同進士出身。

## 生平
崇禎九年（1636年），俎如蘭舉丙子科山東鄉試四十九名，崇禎十三年（1640年）登庚辰科三甲第一百零二名進士。崇禎十四年（1641年）任山東東明縣知縣，後調任永年縣知縣。